# Anorexia nervosa

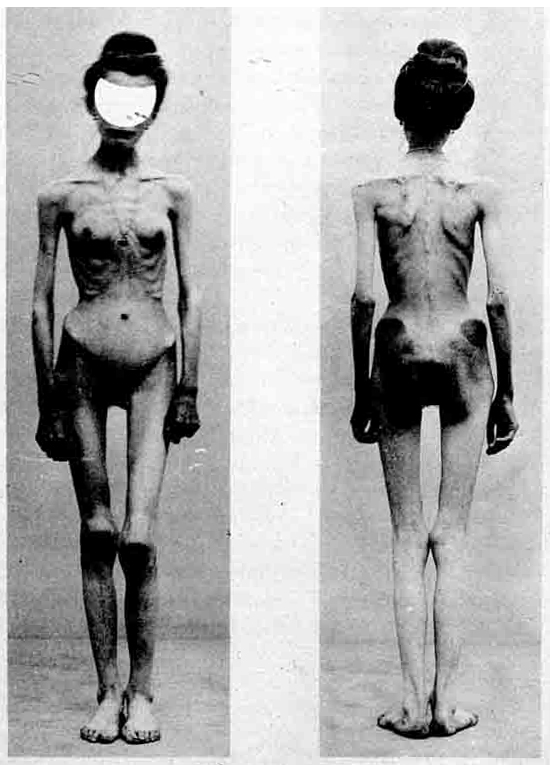
Ernstig ondergewicht door anorexia nervosa, rond 1900

Anorexia nervosa is een eetstoornis, waarbij iemand een vervormd beeld van het eigen lichaam heeft, een grote angst heeft om dik te worden en niet probeert een normaal lichaamsgewicht na te streven. De stoornis kan ernstige lichamelijke gevolgen hebben en zelfs tot de dood leiden. De naam is afgeleid van de Griekse woorden voor "geen" of "on-" (ἀν-; an-) en "eetlust" (ὄρεξις; orexis) het betekent dus "geen eetlust"; "nervosa" slaat op de vermeende neurotische achtergrond. Er worden twee types onderscheiden: het beperkende type, waarbij de nadruk ligt op het streng onder controle houden van het gewicht door weinig te eten (vaak in combinatie met overmatig lichamelijke activiteiten), en het purgerende type, ook wel bekend als het gemengde type. Bij deze laatste vorm wordt niet alleen beperkt in voedselinname, maar wordt ook gebraakt of gelaxeerd om het gegeten voedsel weer kwijt te raken. Dit kan worden voorafgegaan door eetbuien, maar dat hoeft niet.
Mensen met anorexia hebben vaak een veel te laag gewicht voor hun leeftijd en lengte, maar dat hoeft niet zo te zijn. Iemand met anorexia kan ook een normaal of zelfs overgewicht hebben. De stoornis komt in sommige landen voor onder zeven promille van de bevolking. Ze treft vooral meisjes en vrouwen (85%-95% van de gevallen).

## Geschiedenis
Het ziektebeeld is onder de naam "Apepsia hysterica" voor het eerst beschreven door de Engelsman William Gull in 1868. Later veranderde hij de benaming in "Anorexia hysterica" en in 1873 uiteindelijk in "Anorexia nervosa".

## Ziektebeeld
De ziekte wordt gekenmerkt door een stoornis van de lichaamsbeleving. Patiënten hebben het idee dik te zijn, terwijl hun gewicht vergelijkbaar is met leeftijdgenoten of – meestal – daaronder ligt. Ze ontlenen zelfbewustzijn aan hun vermogen om het eigen gewicht te controleren en houden zich dwangmatig bezig met het zelfbeeld, het gewicht en hun voedingspatroon. Soms gaat de ziekte gepaard met boulimie, perioden van overmatig eten, gevolgd door zelf opgewekt braken, het gebruik van laxantia en klysma's en/of overmatige lichaamsbeweging.
Door onvoldoende voeding kan het lichaam zo verwaarloosd worden dat er een levensbedreigende situatie ontstaat. Soms belanden anorexiapatiënten in het ziekenhuis vanwege velerlei lichamelijke klachten door ondergewicht. Soms overlijden ze aan de aandoening.

### Lichamelijke gevolgen van anorexia nervosa
De ernstige ondervoeding leidt tot een breed spectrum van verdere problemen, zoals:
- Moeheid
- Vertraagde bloedsomloop; koude handen en voeten
- Vertraagde maagleging, irritatie van de darm
- Constipatie
- Hormonale veranderingen, zoals menstruatiestoornissen
- Amenorroe
- Nierstenen
- Osteoporose
- Verkleining van het slagvolume van het hart
- Langzame en onregelmatige hartslag
- Hartfalen, soms als gevolg van het hervoedingssyndroom
- Dood in ca. 5% van de gevallen[1]
- Misselijkheid
- Flauwvallen
- Uitdroging van de huid en haaruitval
- Verminderde vruchtbaarheid

### Signalen van anorexia nervosa
- maaltijden overslaan
- stiekem weggooien van eten
- stiekem gebruik of bewaren van laxeermiddelen, plas- of dieetpillen
- niet willen eten waar anderen bij zijn, of het eetgedrag juist aan anderen aanpassen
- verpakkingen lezen en letten op calorieën, extreem kieskeurig met eten zijn
- zichzelf lelijk en dik voelen
- afkeer uiten van ‘dik’ zijn
- sterke stemmingswisselingen, prikkelbaarheid
- enorme onzekerheid
- duizeligheid, flauwte, menstruatieproblemen
- donsvorming op lichaam (lanugo)
- geelzucht
- excessieve sportbeoefening

## Behandeling
Er zijn in Nederland diverse behandelcentra voor eetstoornissen. De behandeling van de ziekte is niet eenvoudig en gewoonlijk langdurig. Verschillende vormen van psychotherapie (individueel, in groepsverband, of met familie) en psychiatrische behandeling kunnen worden ingezet. Bij ernstige ondervoeding wordt soms gekozen voor dwangvoeding. Dit kan echter pas als een patiënt dusdanig ondervoed is, dat het levensbedreigend wordt.
Naast psychotherapie kan ook gebruik worden gemaakt van medicatie. Dit is echter altijd ter ondersteuning en niet ter genezing. Als bijvoorbeeld somberheid een rol speelt, kunnen antidepressiva voorgeschreven worden. Dit zorgt voor een stijging van het serotoninegehalte in de hersenen, waardoor de stemming kan verbeteren.

## Hypothesen
In de loop van de jaren is een groot aantal hypothesen opgesteld over het ontstaan van anorexia nervosa. Een er van is dat in de puberteit in bepaalde gevallen door een tegenstelling van reeds aanwezige lichamelijke volwassenheid met geestelijke onvolwassenheid een innerlijk conflict zou ontstaan dat tot een ernstige identiteitscrisis leidt. Een andere hypothese is dat meisjes niet volwassen willen worden en door niet te eten ervoor willen zorgen dat hun lichaam niet volwassen wordt (geen borsten en uitblijven menstruatie).
Een andere hypothese is dat anorexia nervosa een aangeboren hersenziekte is. Hersendeskundige Dick Swaab stelt dat de opvatting dat jonge mensen anorexia ontwikkelen door de invloed van media en het zien van magere modellen een mythe is. Het ontstaan van anorexia zou volgens hem niet voortkomen uit een externe prikkel, maar vanuit een ziekteproces in de hersenen waarmee iemand geboren wordt. Genetische factoren zijn duidelijk aanwezig en ook geboortecomplicaties zouden aanwijzingen zijn voor een aangeboren kwetsbaarheid op het gebied van eetgedrag en de ontwikkeling van een eetstoornis. Zoals de meeste hypothesen over de oorzaken van psychiatrische aandoeningen, is ook deze visie omstreden.

### Boeken over anorexia nervosa
- Niet meer dan lucht jeugdboek van Veerle Vrindts
- Magere jaren (2006) van Natascha van Weezel wordt een 'anorexia-dagboek' bijgehouden, dat de lezer doet begrijpen hoe een obsessie met eten kan ontstaan.
- In het boek Stuk (2008) van Judith Visser wordt beschreven hoe een onzeker meisje in de puberteit controle over haar leven probeert te krijgen en anorexia ontwikkelt. Ook wordt hier uitgebreid ingegaan op het verschijnsel pro-ana.
- De biografie Het kleine meisje dat niet dik wilde worden van het aan anorexia overleden model Isabelle Caro.
- In het boek Stille Strijd van Jessica Antonis wordt verteld hoe een meisje het gewicht van haar beste vriendin wil nastreven.
- Het boek Het meisje in mijn hoofd van Sofie van Gelder gaat over Nette, die erg wordt gepest en dan ontdekt hoe makkelijk het is om af te vallen. Op deze manier kan ze de controle over haar leven behouden, denkt ze.
- Het boek Mijn allerliefste vijand van Milou van der Horst. Milou beschrijft anorexia nervosa uit eigen ervaring.
- Het boek Vijand van Milou van der Horst. Het herstellen van anorexia, over dezelfde hoofdpersoon als Mijn allerliefste vijand.
- Het jeugdboek De hemel is geen huis van Gerda Van Erkel gaat over een meisje van 15 jaar met problemen thuis dat last heeft van anorexia nervosa.
- Het boek Ana van Ginny Mooy gaat over een meisje wier leven overhoop wordt gehaald door de scheiding van haar ouders. Haar vader zet haar aan tot afvallen en zo komt ze terecht op pro-ana sites.
- Het boek Dik in mijn hoofd van Victoria Farkas gaat over een meisje dat onzeker is over zichzelf en wil afvallen. Ze komt terecht op een pro-ana site, en zo krijgt ze anorexia nervosa.
- Het boek De Ana-files van Rianne Meijer is een autobiografisch boek over hoe zij vocht tegen de ziekte die haar leven 15 jaar lang beheerste. Het verscheen eerst -in andere vorm- als feuilleton op opiniewebsite DeJaap onder de naam "Anna".
- Het boek Jongste zegt nee verhaalt over een veertienjarige jongen die stopt met eten. Zijn moeder heeft een alternatieve visie op de situatie, die zij tegen de stroom in volgt.
- In het boek Strijd. Robin vs Anorexia (2014) beschrijft Robin Tolenaar (1995) haar eigen ervaring met deze ziekte. Haar beschrijving, samen met de e-mails van haar moeder aan familie, school en vrienden die eraan zijn toegevoegd geeft het boek een zeldzame, persoonlijke kijk op de strijd die een meisje en haar moeder voerden om de ziekte te verslaan.
- Friet in de Kliniek (2014) van Marit Brugman, waarin ze de periode uit haar leven beschrijft waarin zij worstelde met een eetstoornis.
- Emma wil Leven (2018) geschreven door Josha Zwaan. Het boek gaat over Emma die op haar twaalfde wordt gediagnosticeerd met anorexia. Na een jarenlange strijd en meerdere behandelingen is Emma in 2016 overleden aan de gevolgen van anorexia. Emma wilde maar één ding: leven en was bereid alles te doen om te kunnen blijven leven, maar het monster liet haar niet los. Het boek is geschreven vanuit de perspectieven van Emma's ouders, zus, vriendinnen, docenten en artsen, wat wordt afgewisseld met dagboekfragmenten van Emma. Emma is bekend van de gelijknamige documentaire, gemaakt door Jessica Villerius, die in 2016 is uitgezonden door BNNVARA.[3] Van het boek werd ook een toneelstuk gemaakt, dat vanaf 2019 werd opgevoerd in diverse theaters.[4]

## Pro-ana
Pro-ana is de naam voor een beweging van mensen die lijden aan een eetstoornis. Pro-ana is afkomstig van het Engelse "Professional Anorexic". Dit waren de eerste pro-ana-sites. Sites met tips voor modellen en acteurs, en mensen wier carrière baat had bij een anorectisch uiterlijk. Dit kwam uit de tijd van de heroinechic-look rond 1990. Later toen pro-ana bekend werd, ontstond er ook een nieuwe beweging voor boulimiepatiënten onder de naam pro-mia.
De pro-ana-beweging bestaat uit meerdere stromingen. De meest strikte aanhangers zitten in een fase waarin ze (nog) niet geloven dat ze een ziekte hebben. Zij stellen dat ze gedrag passend bij een eetstoornis uit vrije wil doen, als onderdeel van een levensstijl. Deze mensen zien daarom anorexia nervosa niet als een stoornis. Hiermee wordt stelling genomen tegen de medische wetenschap die anorexia als een potentieel dodelijke psychische aandoening beschouwt. Een dergelijke visie wordt ook wel hardcore Pro-ana genoemd. Pro-ana-websites fungeren vaak als platform om -al dan niet gezonde- steun te krijgen en lotgenoten te ontmoeten.

## Bekende personen met deze eetstoornis
- Karen Carpenter (overleed in 1983 aan de gevolgen van de stoornis)[5]
- KallMeKris[6]
- Jutta Leerdam[7]
- Leontien van Moorsel (in 2008 werd er een stichting en inloophuis met haar naam opgericht om anderen met de stoornis te steunen)[8]
- OnneDi[9]